# فارذنغ (عملة بريطانية)
كان الفارذنغ (من الكلمة الإنجليزية القديمة fēorðing، من fēorða، أي الربع) عملة بريطانية تساوي ربع بنس، أو1960 سكت في البداية من النحاس، ثم من البرونز، لتحل محل الفارذنغ الإنجليزي السابق. بين عامي 1860 و1971، تراوحت القدرة الشرائية للفارذنغ بين 12 بنسًا و0.2 بنسًا بقيم عام 2017.
كان الوجه الخلفي للعملة المعدنية يحمل صورة بريطانيا حتى عام 1937، عندما قدم طائر النمنمة. كما هو الحال مع جميع العملات البريطانية، كان الوجه الأمامي يحمل صورة الملك الحاكم. توقف الفارذنغ عن أن يكون عملة قانونية في المملكة المتحدة في الأول من يناير عام 1961.

## التاريخ
نجح الفارذنغ النحاسي البريطاني في التغلب على الفارذنغ الإنجليزي بعد توحيد إنجلترا واسكتلندا في مملكة بريطانيا العظمى في عام 1707، على الرغم من أنه ليس على الفور. في عهد الملكة آن، سك عدد صغير من عملات الفارذنغ المنقوشة، ولكن لم يسك أي منها للتداول، حيث كان العديد من عملات الفارذنغ الإنجليزية من العهود السابقة لا تزال متاحة. سكت بعض العملات النحاسية البريطانية في عهد الملكين جورج الأول والملك جورج الثاني. وباعتلاء الملك جورج الثالث العرش في عام 1760، كانت العديد من العملات المزيفة متداولة، وتوقفت دار السك الملكية عن سك العملات النحاسية في عام 1775. كانت العملات المعدنية من فئة الفارذنغ التالية هي الأولى التي ضربت بقوة البخار، في عام 1799 بواسطة ماثيو بولتون في دار سك العملة الخاصة به في سوهو، بموجب ترخيص. قام بولتون بصك المزيد من العملات في عام 1806، واستأنفت دار سك العملة الملكية الإنتاج في عام 1821. ضرب الفارذنغ بانتظام في عهد جورج الرابع وويليام الرابع، وبحلول ذلك الوقت كان التصميم يشبه إلى حد كبير نسخة أصغر من البنس.

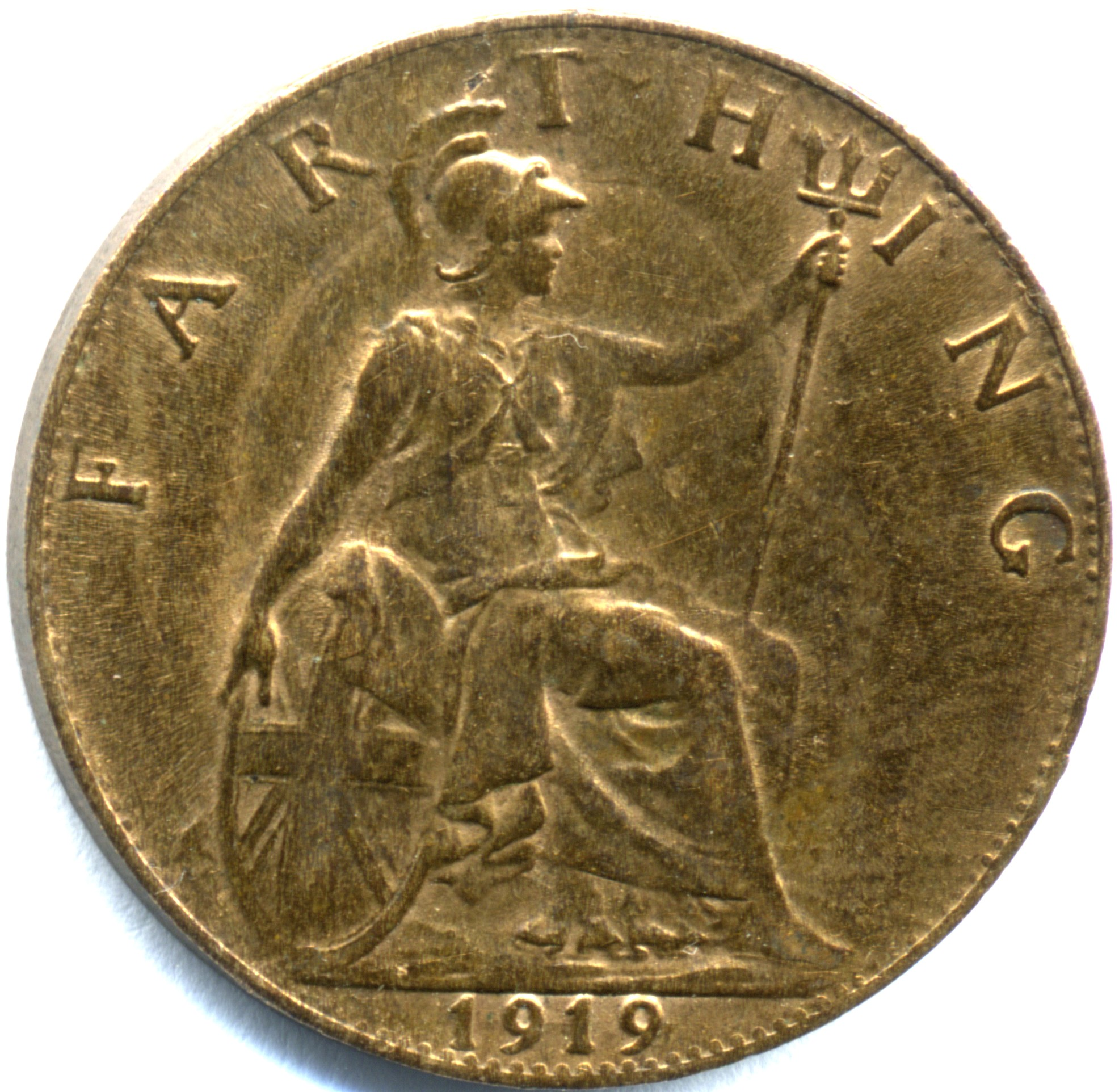
الوجه الخلفي لعملة بريتانيا، ١٨٩٥-١٩٣٦

كانت القيم الأقل من الجنيه تُكتب عادةً من حيث الشلن والبنس، على سبيل المثال ثلاثة شلنات وستة بنسات (3/6 بنسات)، وتُنطق "ثلاثة وستة" أو "ثلاثة وستة بنسات". كانت القيم الأقل من شلن تُكتب ببساطة بالبنسات، على سبيل المثال (8 بنسات)، وتُنطق "ثمانية بنسات". السعر الذي يحتوي على فلس واحد سوف يُكتب على هذا النحو: (21⁄4 د. )، تُنطق "تو بنس [أو توبنس] فارذنغ"، أو (1/31⁄4 د)، تُنطق "واحد وثلاثة بنسات [أو ثروبنس] فارذنغ" أو (19/113⁄4 )، تنطق "تسعة عشر وأحد عشر ثلاثة فارذنغ". 19/113⁄4 كانت قيمة مستخدمة لجعل السلع تبدو أرخص "بشكل كبير" من 1 جنيه إسترليني، وهو استخدام مشابه لـ 0.99 جنيه إسترليني الحديثة (وهي أيضًا القيمة الاسمية التقريبية في عام 2021 لـ 19/113⁄4 في عام 1961، وهو العام الذي سحب فيه الفارذنغ من التداول).
سُكّت أول عملة برونزية من فئة الفارذنغ عام 1860، في عهد الملكة فيكتوريا، بظهر جديد صممه ليونارد تشارلز واين. يُظهر هذا الوجه بريتانيا جالسة، تحمل رمحًا ثلاثي الشعب، وكلمة فارذنغ فوقه. بين عامي 1860 و1895، توجد منارة على يسار بريتانيا وسفينة على يمينها. أُجريت تعديلات طفيفة مختلفة على مر السنين على مستوى البحر حول بريتانيا وزاوية رمحها الثلاثي. تتميز بعض الإصدارات بحواف مسننة للعملة، بينما تتميز إصدارات أخرى بخرز.

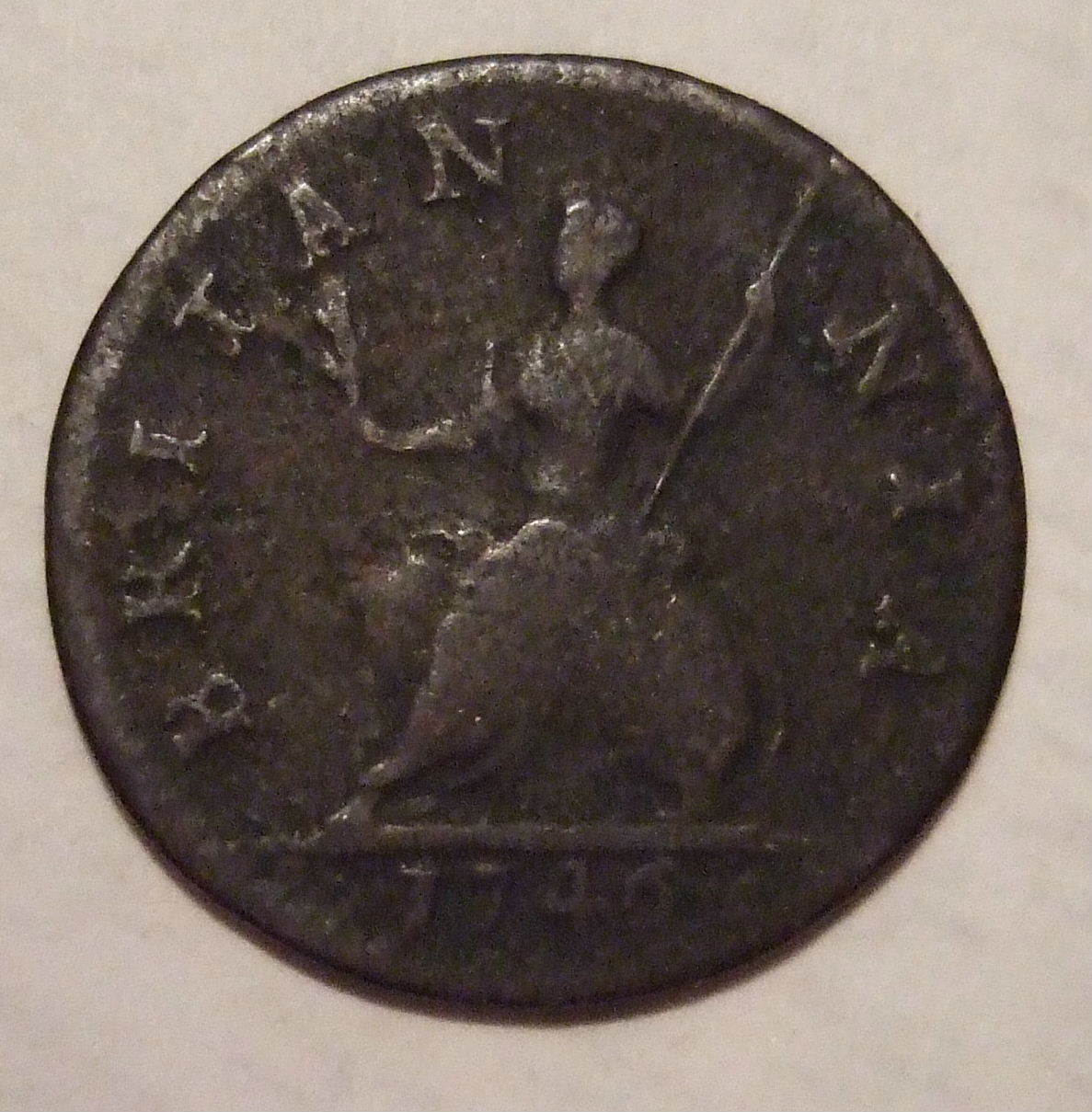
بريتانيا، الوجه الخلفي، 1746

بعد عام 1860، استخدمت سبعة وجوه مختلفة. كان لدى كل من إدوارد السابع وجورج الخامس وجورج السادس وإليزابيث الثانية وجه واحد للعملات المعدنية التي إنتجت خلال فترة حكمهم. خلال فترة حكم الملكة فيكتوريا الطويلة، استخدم وجهين مختلفين للعملة. كان الفارذنغ الذي يعود تاريخه إلى عام 1860 يحمل ما يسمى بـ "رأس الكعكة" أو "التمثال النصفي الملفوف" للملكة فيكتوريا على الوجه الأمامي. النص الموجود حول التمثال النصفي هو VICTORIA D G BRITT REG F D (مختصر باللاتينية: فيكتوريا بفضل الله ملكة بريطانيا المدافعة عن الإيمان). استبدل في عام 1895 بـ "الرأس القديم" أو "التمثال النصفي المحجوب". النقش الموجود على هذه العملات المعدنية هو VICTORIA DEI GRA BRITT REGINA FID DEF IND IMP (فيكتوريا بفضل الله ملكة بريطانيا المدافعة عن الإيمان إمبراطورة الهند).
العملات المعدنية الصادرة في عهد إدوارد السابع تحمل صورته ونقش EDWARDVS VII DEI GRA BRITT OMN REX FID DEF IND IMP (إدوارد السابع بنعمة الله ملك كل البريطانيين المدافع عن الإيمان إمبراطور الهند). وعلى نحو مماثل، فإن تلك التي صدرت في عهد جورج الخامس تحمل صورته ونقش GEORGIVS V DEI GRA BRITT OMN REX FID DEF IND IMP (جورج الخامس بنعمة الله ملك كل البريطانيين المدافع عن الإيمان إمبراطور الهند).
يوجد بالفعل فارذنغ للملك إدوارد الثامن (حكم عام 1936)، يعود تاريخه إلى عام 1937، ولكن من الناحية الفنية فهو عبارة عن عملة نمطية، إنتجت للحصول على موافقة رسمية، والتي كان من المقرر أن تتلقاها في الوقت الذي تنازل فيه الملك عن العرش، وفي هذه الحالة لم يصدر أي فارذنغ تحمل صورته على الإطلاق. يتضمن النمط صورة للملك متجهًا إلى اليسار، والذي اعتبر هذا أفضل جانبه، وبالتالي كسر تقليد تبديل الاتجاه الذي يواجهه الملك على العملات المعدنية - اعتبر البعض هذا بمثابة إشارة إلى سوء الحظ في الحكم؛ النقش الموجود على الوجه هو EDWARDVS VIII D G BR OMN REX F D IND IMP (إدوارد الثامن بنعمة الله ملك جميع البريطانيين المدافع عن الإيمان إمبراطور الهند).
كانت إحدى ميزات عملة الفارذنغ النمطية الخاصة بإدوارد الثامن هي إعادة تصميم الوجه الخلفي الذي يظهر طائر النمنمة، أحد أصغر الطيور في بريطانيا. منذ عام 1937 ظهرت هذه الصورة على العملات المعدنية العادية لجورج السادس واستمرت على العملات المعدنية لملكة بريطانيا إليزابيث الثانية حتى العدد الأخير في عام 1956.
تتميز عملات جورج السادس بالنقش GEORGIVS VI D G BR OMN REX F D IND IMP (جورج السادس بنعمة الله ملك جميع البريطانيين المدافع عن الإيمان إمبراطور الهند) قبل عام 1949، و GEORGIVS VI D G BR OMN REX FIDEI DEF (جورج السادس بنعمة الله ملك جميع البريطانيين المدافع عن الإيمان) بعد ذلك. على عكس البنس، سك الفارذنغ في الفترة المبكرة من حكم إليزابيث الثانية، وتحمل النقش ELIZABETH II DEI GRA BRITT OMN REGINA F D (إليزابيث الثانية بنعمة الله ملكة جميع البريطانيين المدافعة عن الإيمان) في عام 1953، و ELIZABETH II DEI GRATIA REGINA F D (إليزابيث الثانية بنعمة الله ملكة المدافعة عن الإيمان) بعد ذلك.

### تصاميم الوجه

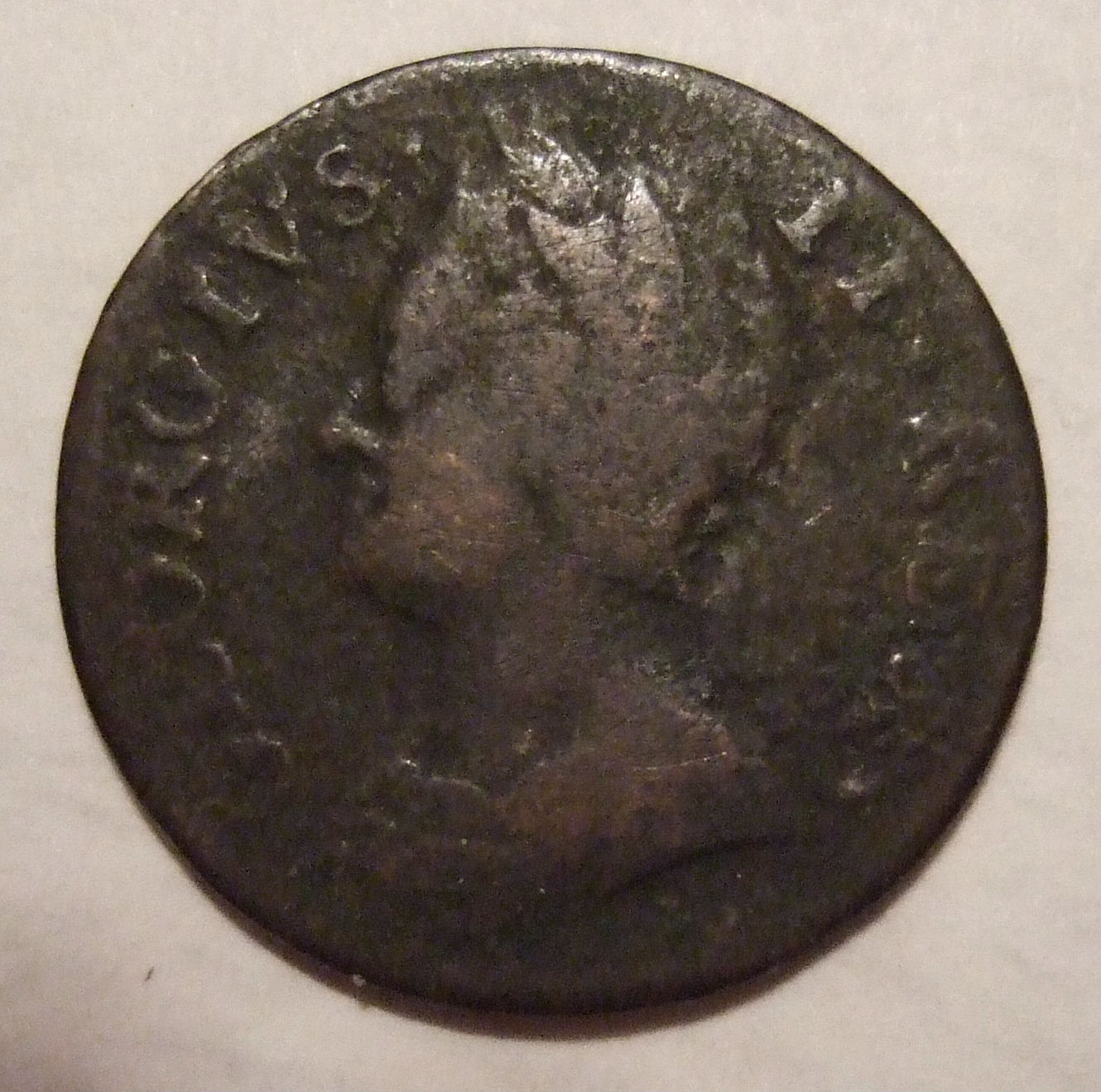
جورج الثاني
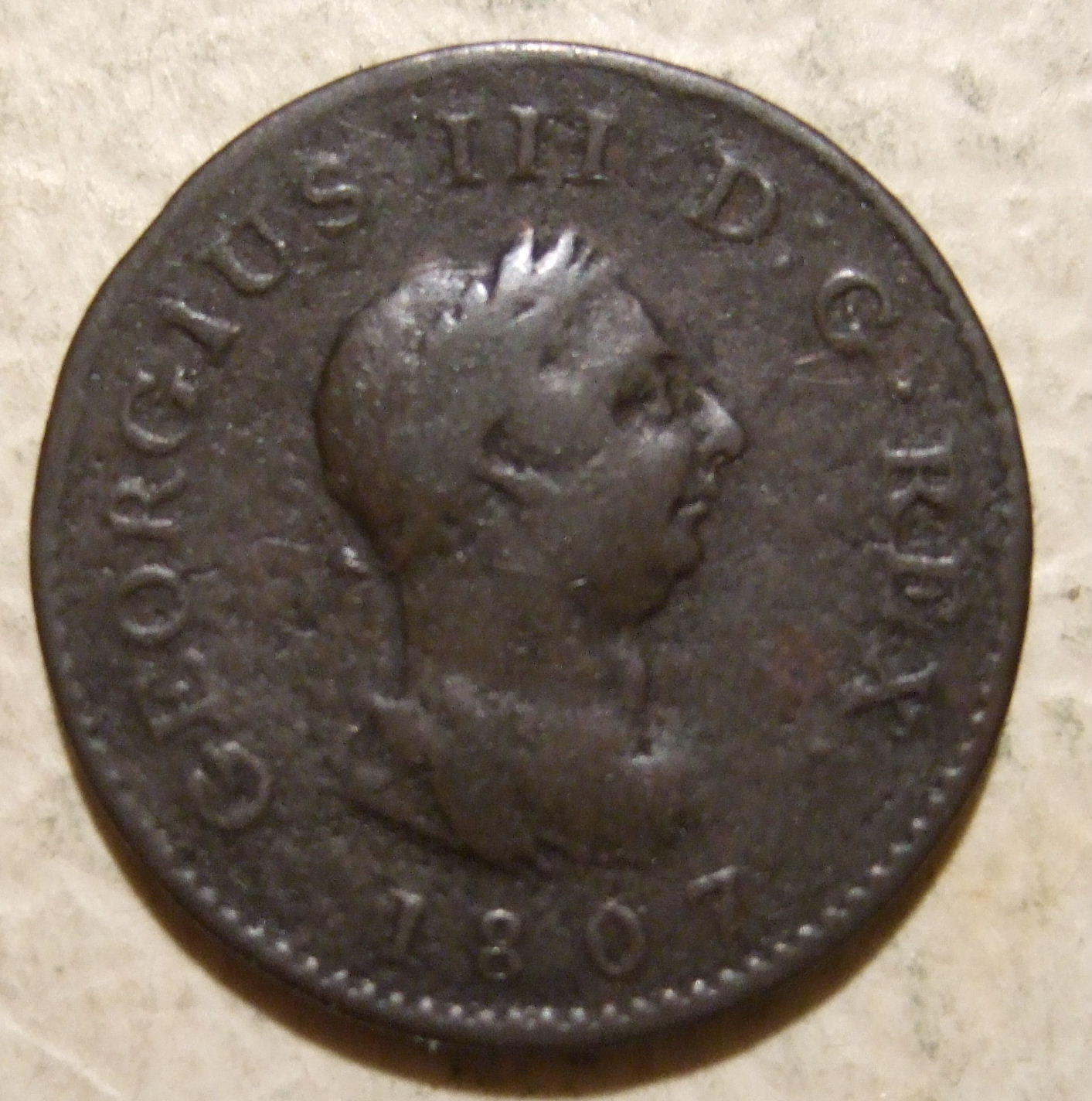
جورج الثالث
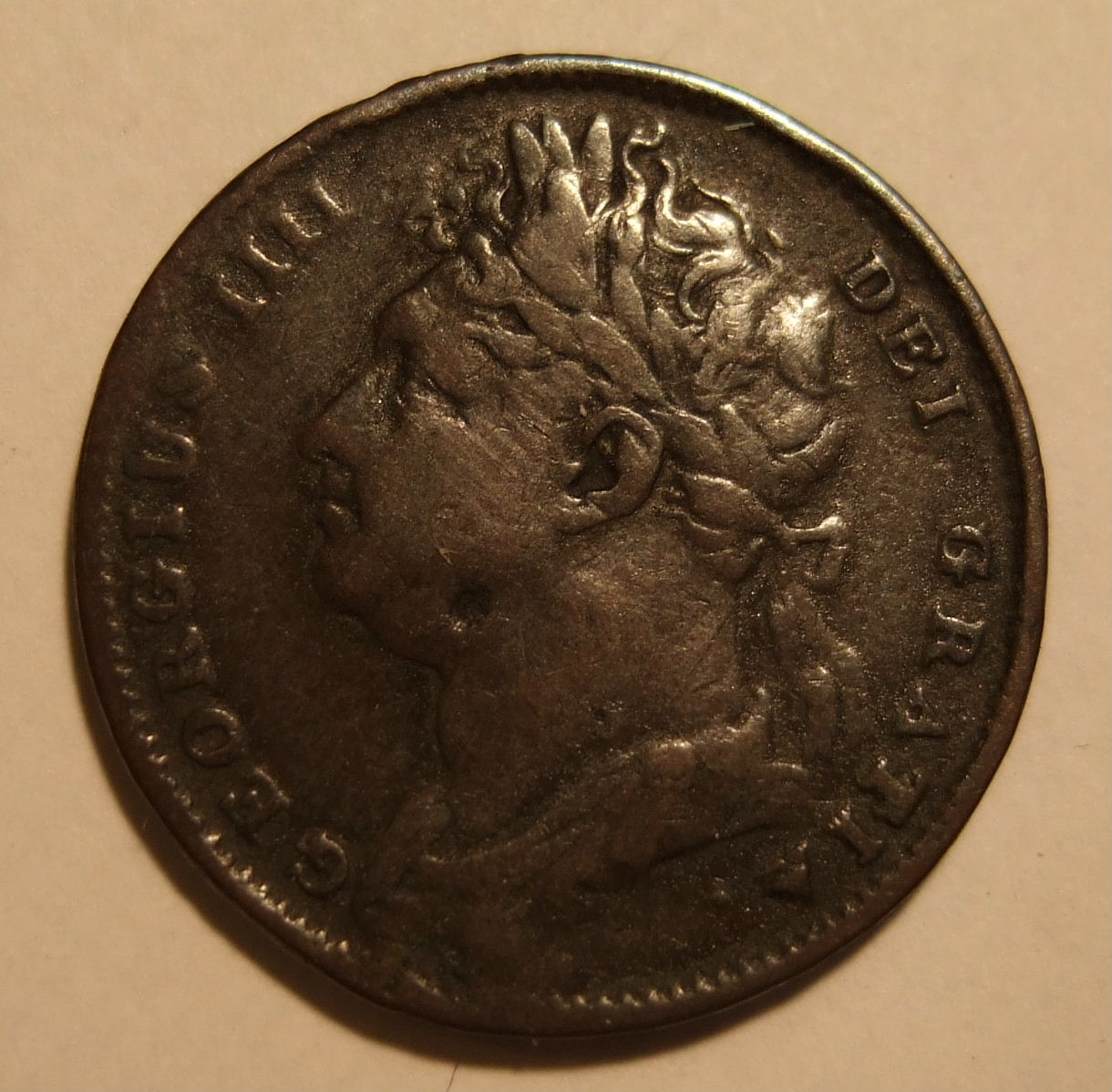
جورج الرابع
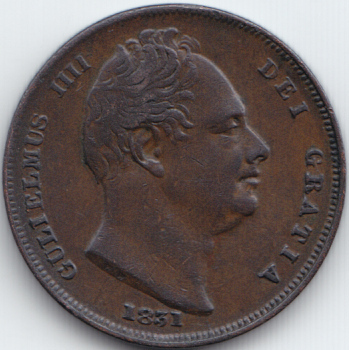
وليام الرابع
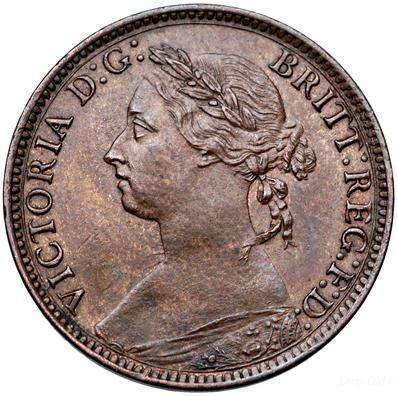
فيكتوريا (شابة)
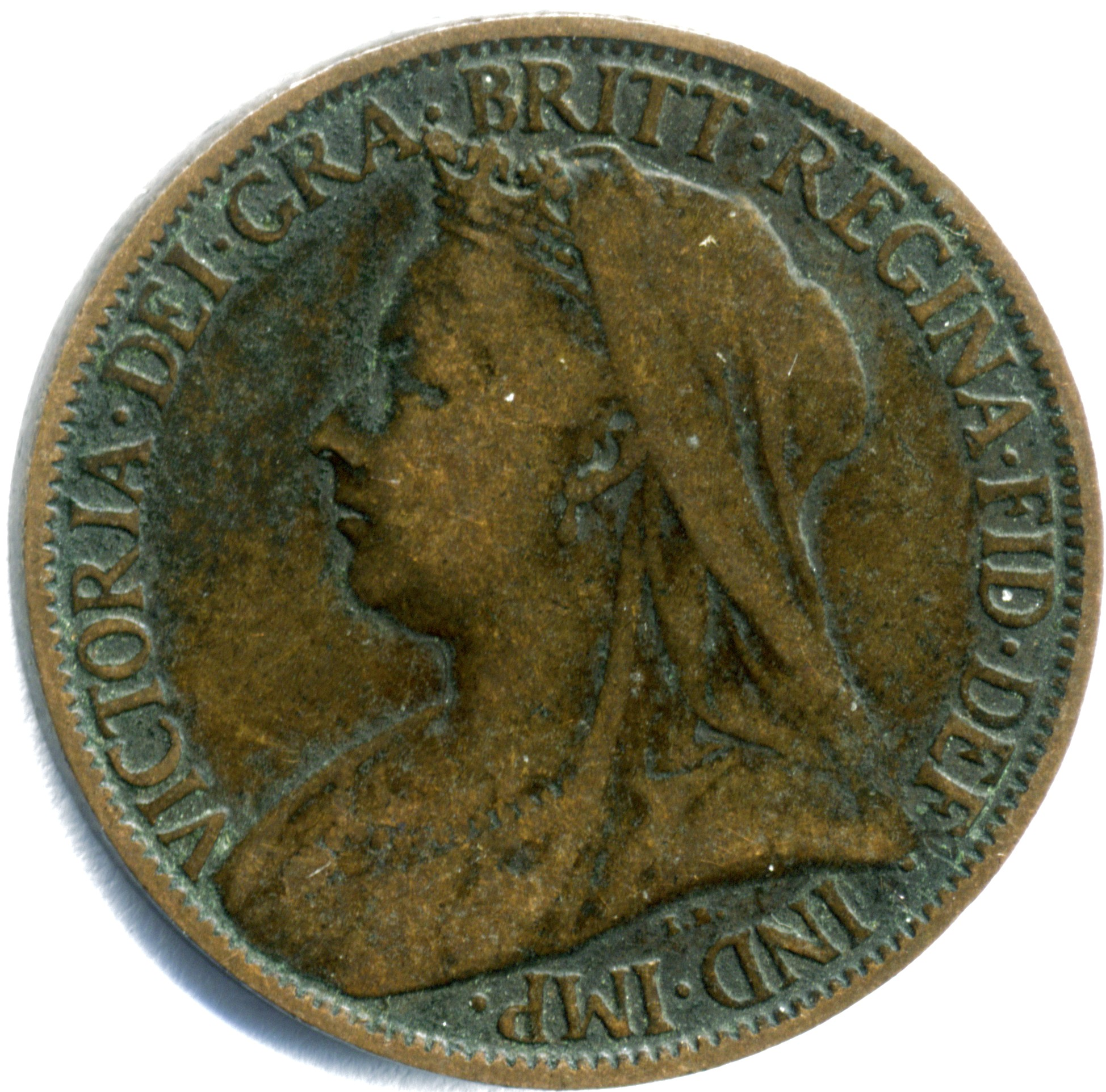
فيكتوريا (قديمة)
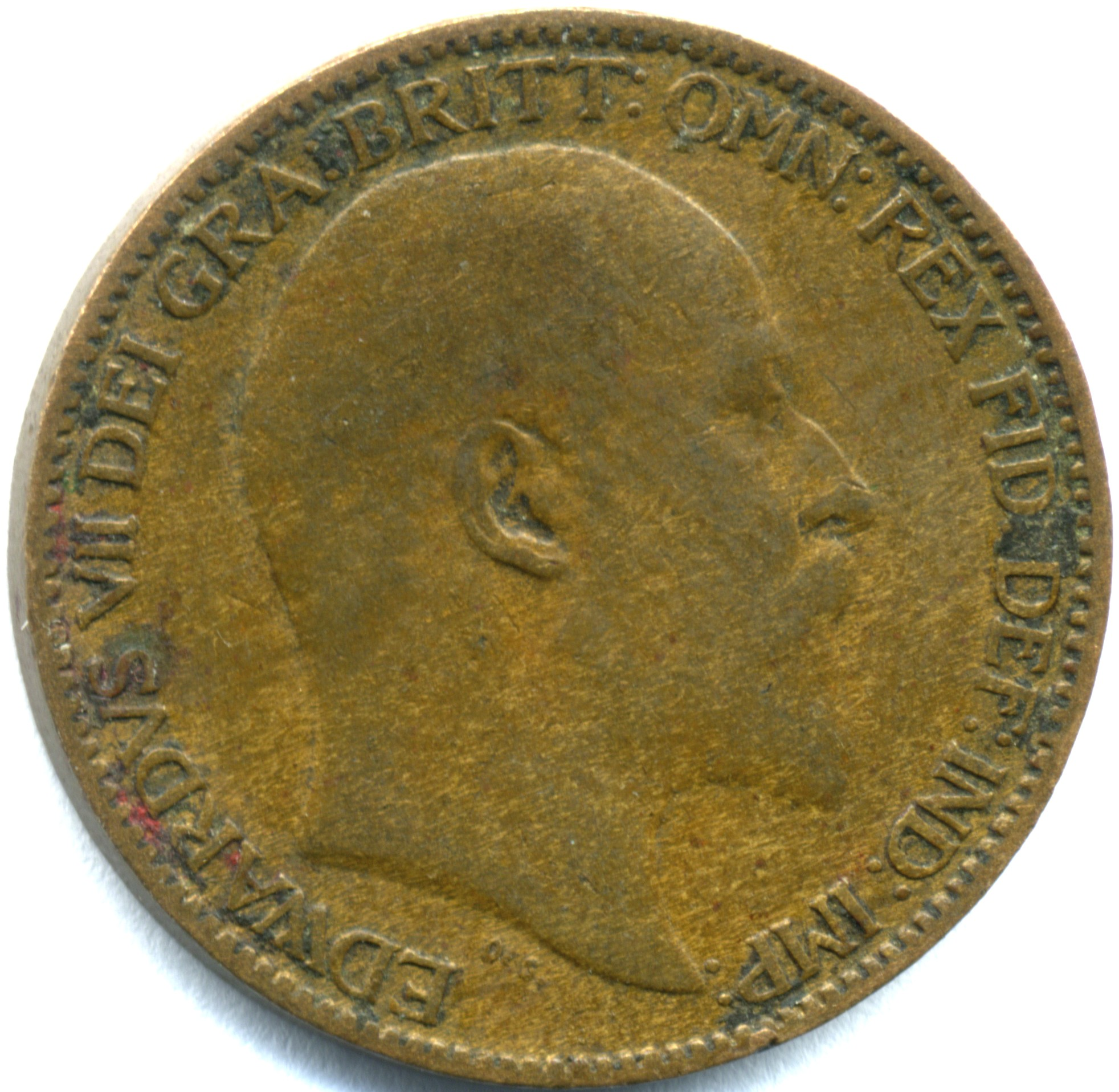
إدوارد السابع
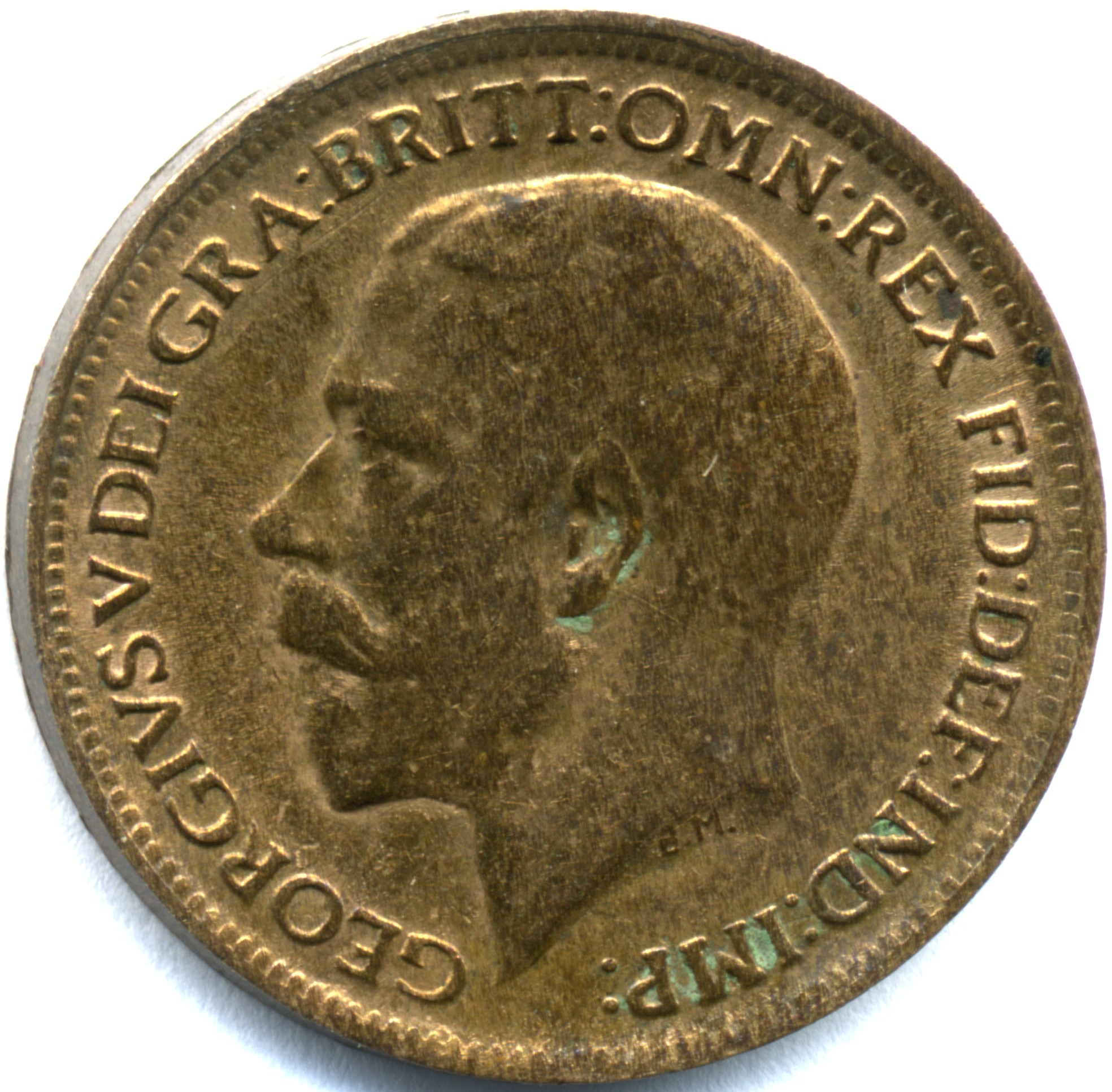
جورج الخامس
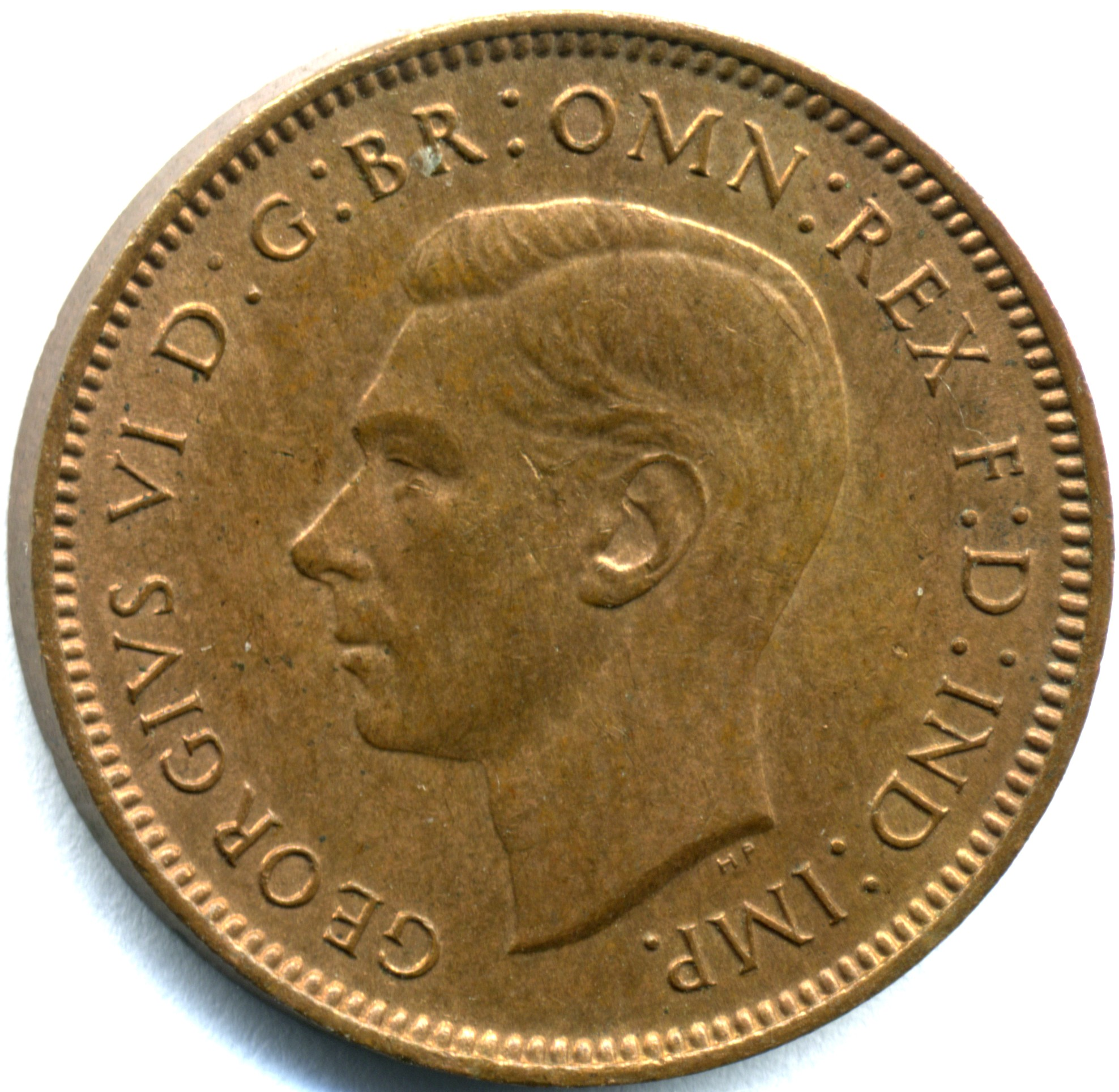
جورج السادس
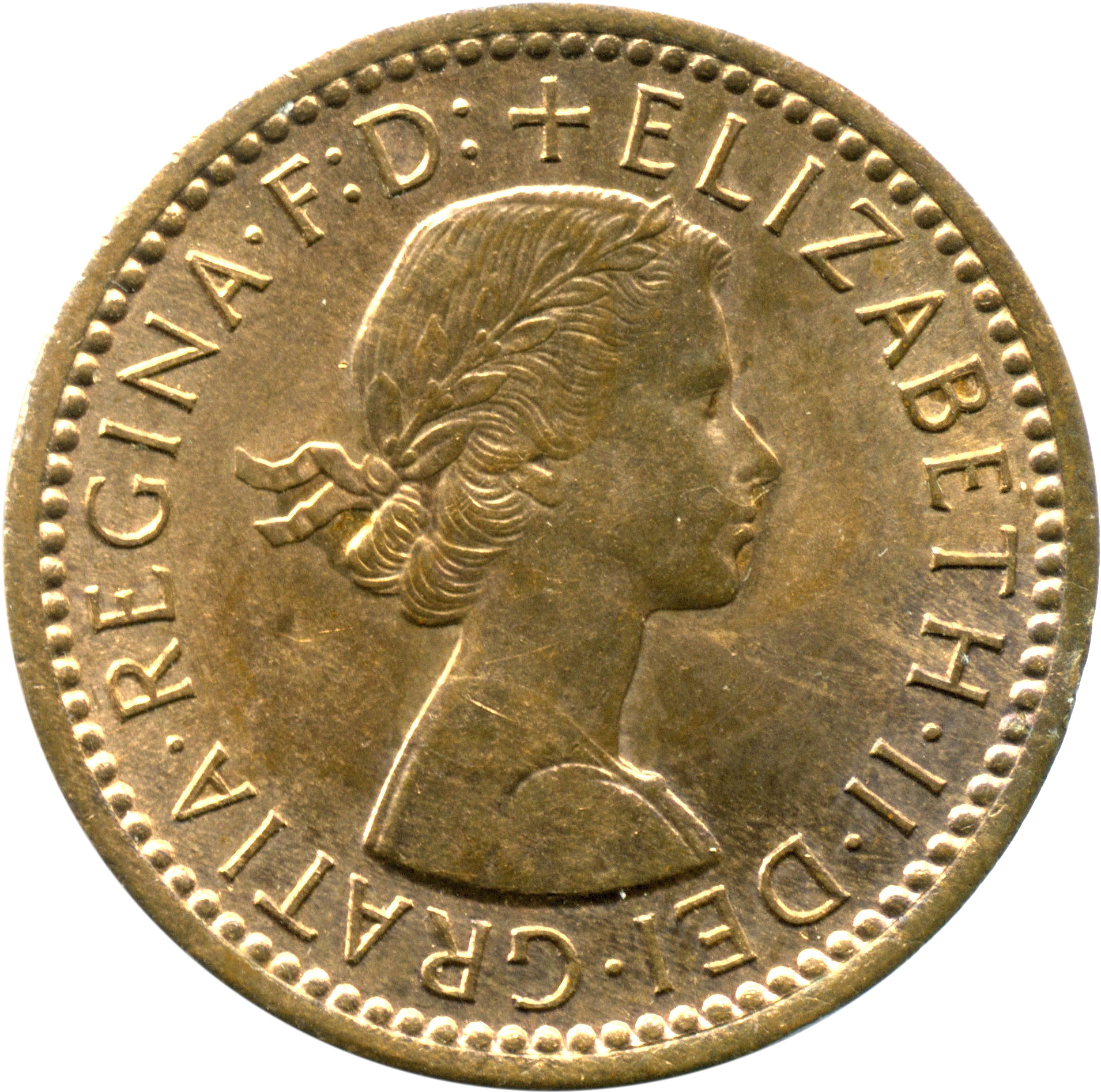
إليزابيث الثانية

## روابط خارجية
- العملات البريطانية – معلومات عن العملات البريطانية (من 1656 إلى 1952)
- مجموعة من البنسات النحاسية والبرونزية لبريطانيا العظمى
- حول الفارذنغز – مجموعة صور فوتوغرافية للفارثينغز
- عملات الفارذنغ البريطانية - مرجع فوتوغرافي وتاريخ سك العملة